# Dienstpass
Der Dienstpass ist ein für das grenzüberschreitende Reisen vorgesehener Pass, der von Staaten für Reisen seiner Repräsentanten in dienstlicher Eigenschaft (und gegebenenfalls mitreisenden Angehörigen) ausgegeben wird. An Diplomaten und andere Amts- oder Mandatsträger in politischer Funktion werden häufig keine Dienstpässe, sondern Diplomatenpässe ausgegeben; die genaue Handhabe ist in den einzelnen Staaten unterschiedlich.

## Deutschland

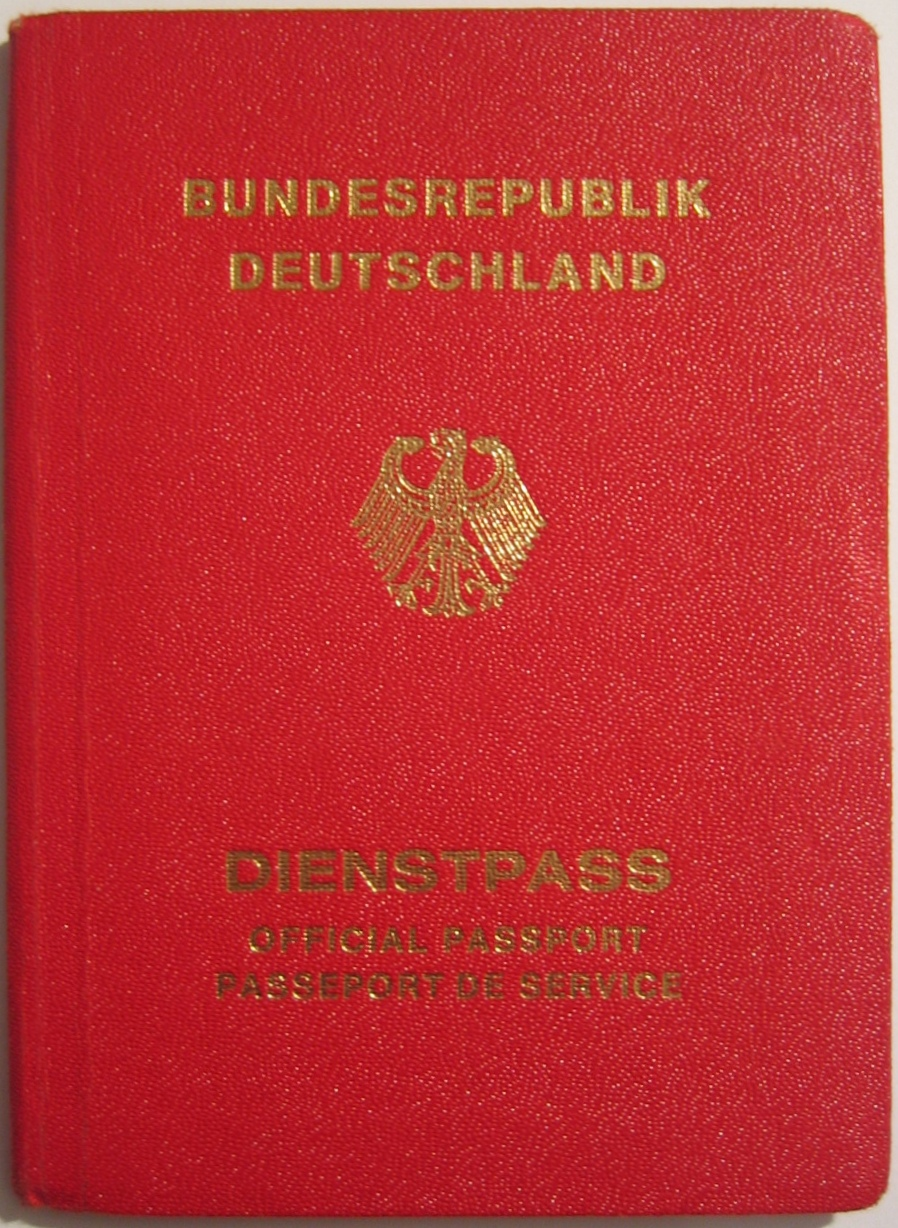
Deutscher Dienstpass

Die Ausstellung von Dienstpässen ist in Deutschland durch die Passverordnung sowie die Allgemeine Verwaltungsvorschrift über die Ausstellung amtlicher Pässe der Bundesrepublik Deutschland (AVVaP) geregelt. Ebenso wie bei Diplomatenpässen ist einzige Ausstellungsbehörde für deutsche Dienstpässe das Auswärtige Amt. Da die Ausstellung der Dienstpässe allein im öffentlichen Interesse erfolgt, sieht die Verordnung ausdrücklich vor, dass auf die Ausstellung kein Anspruch besteht. In Deutschland gab es bis 2000 noch den in schwarz gehaltenen Ministerialpass, der für Beamte des höheren Dienstes ab der Besoldungsgruppe A 16 anstelle eines Dienstpasses ausgestellt wurde. Er wurde abgeschafft, da er nicht mit den internationalen Gepflogenheiten übereinstimmte.
§ 5 der Allgemeinen Verwaltungsvorschrift über die Ausstellung amtlicher Pässe der Bundesrepublik Deutschland (AVVaP) regelt, welche Personen einen Dienstpass erhalten:
- In ihrer Eigenschaft als Amts- beziehungsweise Mandatsträger mit Dienstort im Inland erhalten Dienstpässe  
  - die Abgeordneten der Landtage;
  - die Beschäftigten der Bundes- und Landesministerien und anderer Bundes- und Landesbehörden für Dienstreisen, für die sie keinen Diplomatenpass erhalten, dies gilt entsprechend für Soldaten, soweit die Reisen nicht mit militärischen Ausweispapieren durchgeführt werden können.

- Dienstpässe erhalten ferner für Dienstreisen in Länder, deren Einreise- oder Aufenthaltsbestimmungen dies erfordern oder deren innere Sicherheitslage das Führen eines Dienstpasses angezeigt erscheinen lässt,
  - die im Inland tätigen Beschäftigten der im öffentlichen Auftrag tätigen Mittlerorganisationen der Auswärtigen Kultur- und Bildungspolitik (Goethe-Institut, Deutscher Akademischer Austauschdienst, Alexander von Humboldt-Stiftung, Deutsche Forschungsgemeinschaft, Fulbright-Kommission);
  - die im Inland tätigen Beschäftigten der im unmittelbaren oder mittelbaren Bundesbesitz stehenden Organisationen der bilateralen entwicklungspolitischen Zusammenarbeit (z. B. Deutsche Gesellschaft für Internationale Zusammenarbeit; Kreditanstalt für Wiederaufbau, Deutsche Investitions- und Entwicklungsgesellschaft; Physikalisch-Technische Bundesanstalt; Bundesanstalt für Geowissenschaften und Rohstoffe; Engagement Global; Deutsches Evaluierungsinstitut der Entwicklungszusammenarbeit) sowie die im Inland tätigen Beschäftigten der Germany Trade and Invest.

- In ihrer Eigenschaft als Amtsträger mit Dienstort im Ausland erhalten Dienstpässe
  - die Honorarkonsuln der Bundesrepublik Deutschland;
  - die ins Ausland versetzten Beschäftigten der Bundes- und Landesministerien und der anderen Bundes- und Landesbehörden einschließlich der Soldaten, die keinen Diplomatenpass erhalten;
  - die Beschäftigten des Bundes und der Länder, die von ihren Behörden für eine Tätigkeit in einer internationalen Organisation beurlaubt werden, für die Dauer der Beurlaubung, wenn sie keinen Diplomatenpass erhalten.

- Dienstpässe erhalten ferner die nachstehend genannten Personen, die im öffentlichen Auftrag im Ausland tätig sind,
  - Lehrkräfte, die an Deutsche Auslandsschulen vermittelt werden oder an andere von der Bundesrepublik Deutschland oder einem Bundesland geförderte Schulen und sonstige Bildungseinrichtungen im Ausland außerhalb der Mitgliedstaaten der Europäischen Union;
  - entsandte Beschäftigte, die außerhalb der Mitgliedstaaten der Europäischen Union bei Zweigstellen der Mittlerorganisationen der Auswärtigen Kultur- und Bildungspolitik tätig sind (Goethe-Institut, Deutscher Akademischer Austauschdienst, Alexander von Humboldt-Stiftung, Deutsche Forschungsgemeinschaft, Fulbright-Kommission);
  - wissenschaftliche Fachkräfte sowie Hochschulangestellte für einen Lehrauftrag, die an ausländischen Hochschulen außerhalb der Mitgliedstaaten der Europäischen Union tätig sind, sofern sie vom Deutschen Akademischen Austauschdienst entsandt werden;
  - die Fachkräfte in der bilateralen entwicklungspolitischen Zusammenarbeit (einschließlich der Entwicklungshelfer nach dem Entwicklungshelfer-Gesetz sowie der durch das Centrum für internationale Migration und Entwicklung vermittelten integrierten Fachkräfte), sofern sie von Organisationen entsandt werden, die im unmittelbaren oder mittelbaren Bundesbesitz stehen, (z. B. Gesellschaft für Internationale Zusammenarbeit; Kreditanstalt für Wiederaufbau, Deutsche Investitions- und Entwicklungsgesellschaft; Physikalisch-Technische Bundesanstalt; Bundesanstalt für Geowissenschaften und Rohstoffe; Engagement Global; Deutsches Evaluierungsinstitut der Entwicklungszusammenarbeit) sowie die Mitarbeiter der Germany Trade and Invest, die außerhalb der Mitgliedstaaten der Europäischen Union ins Ausland entsandt sind;
  - andere, in Nummer 4 nicht aufgeführte Fachkräfte, die gemäß § 2 des Entwicklungshelfer-Gesetzes entsendet wurden, und für deren Einsatz ein Dienstpass wegen der Einreise- oder Aufenthaltsbestimmungen oder wegen der inneren Sicherheitslage der Zielländer erforderlich ist.

- Anderen als den oben genannten Personen kann ein Dienstpass ausgestellt werden für Reisen, die sie im amtlichen Auftrag oder im besonderen deutschen Interesse ausführen (beispielsweise bedeutende Künstler, die Deutschland bei einer Veranstaltung im Ausland repräsentieren), in Ausnahmefällen auch für einen längeren Aufenthalt, wenn diese Reisen ohne Dienstpass nicht möglich oder im Einzelfall wesentlich erschwert wären.

Der Besitz eines Dienstpasses führt – für sich genommen – ebenso wie der Besitz eines Diplomatenpasses nicht zur diplomatischen Immunität (zu den Gründen vgl. den Artikel zum Diplomatenpass).
Für einige Dienstpassinhaber besteht aber das Privileg, dass sie abweichend von den Staatsangehörigen ihres Staates, die einen regulären Reisepass vorweisen, von der Visumpflicht befreit sind. Für die Einreise nach Deutschland ist dies in § 19 und Anlage B der Aufenthaltsverordnung geregelt.
Nach deutschem Recht erfüllt der Besitz eines Dienstpasses die gesetzliche Ausweispflicht. Von Dienstpässen zu unterscheiden sind Dienstausweise, die von verschiedenen Behörden ausgestellt werden, allerdings nur im Inland gültig sind.

## Österreich
Dienstpässe sind gem. § 5 Passgesetz auszustellen für:

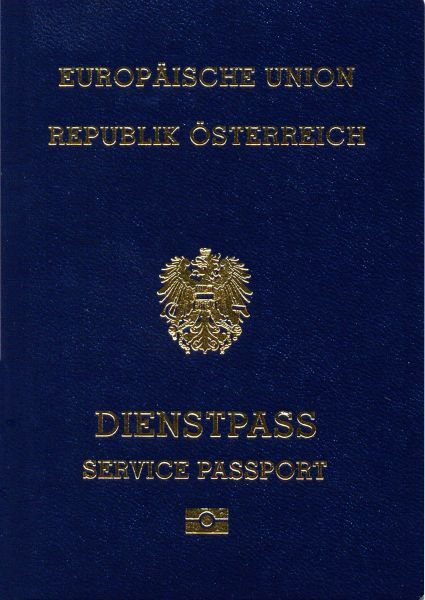
Österreichischer Dienstpass

- Mitglieder des Nationalrates, des Bundesrates und der Landtage,
- Mitglieder der Landesregierungen,
- die Präsidenten und die Vizepräsidenten der Höchstgerichte,
- den Präsidenten des Rechnungshofes,
- die Mitglieder der Volksanwaltschaft,
- Beamte und Vertragsbedienstete des Bundes und der Länder, wenn das für ihre Dienstrechtsangelegenheiten zuständige oberste Verwaltungsorgan bestätigt, dass die Ausstellung eines Dienstpasses aus dienstlichen Gründen geboten ist,
- Beamte, Vertragsbedienstete und andere Personen, die zur Besorgung von Angelegenheiten des Bundes, der Länder oder sonstiger öffentlich-rechtlicher Körperschaften bei österreichischen Berufsvertretungsbehörden in dienstlicher Verwendung stehen, sowie deren Ehegatten oder eingetragene Partner und minderjährige Kinder, wenn sie mit diesen im gemeinsamen Haushalt leben, und
- die für die Republik Österreich tätigen Honorarkonsuln sowie deren Ehegatten oder eingetragene Partner und minderjährige Kinder, wenn sie mit diesen im gemeinsamen Haushalt leben und keine Erwerbstätigkeit ausüben.

Der Passinhaber muss den Dienstpass nach Beendigung der für die Ausstellung des Dienstpasses maßgeblichen Funktion unverzüglich der ausstellenden Behörde zur Entwertung zurückstellen.